# Bazandaikha
Bazandaikha (en rus: Базандаиха) és un poble de la República de Khakàssia, a Rússia, que en el cens del 2010 tenia 89 habitants. Pertany al districte de Bograd.